# Karolinška umetnost
Karolinška umetnost odnosi se na umetničko stvaralaštvo Franačkog carstva u periodu dugom oko 120 godina, od 780. do 900. godine, za vreme vladavine Karla Velikog i njegovih neposrednih potomaka. Ovaj se period popularno naziva karolinška renesansa. Umetničko stvaralaštvo bilo je podređeno potrebama dvora i grupe važnih manastira pod carskom zaštitom. Sačuvani primerci izvan ovog kruga uticaja pokazuju značajni pad u kvalitetu izrade i sofisticiranosti dizajna. Karolinška umetnost stvarala se u nekoliko centara koji se danas nalaze u Francuskoj, Nemačkoj, Austriji, severnoj Italiji i Holandskim zemljama, a na nju su značajno uticali drugi umetnički pravci preko misionarskih centara, od insularne umetnosti Britanskih ostrva do vizantijskih umetnika koji su, čini se, živeli u karolinškim centrima stvaranja.
Bio je to prvi korenit pokušaj oživljavanja i kopiranja klasične mediteranske umetnosti u oblicima i stilovima na području Severne Evrope, što je rezultiralo fuzijom klasičnih i nordijskih elemenata u jedan raskošan i dostojanstven stil. Posebno je važno uvođenje kvalitetnog i sigurnog prikazivanja ljudske figure, što je otvorilo put kasnijem razvoju romanike i najzad gotike na Zapadu. Karolinška umetnička era čini deo razdoblja u srednjovekovnoj umetnosti poznata kao „predromanika”. Nakon prilično haotičnog intervala posle karolinške vladavine, nova otonska dinastija oživljava karolinšku umetnost carskog dvora od 950. godine na dalje, te je dodatno razvija u vlastiti umetnički stil poznat kao otonska umetnost.

## Pregled
Nakon što je izgradio carstvo, koje je po veličini bilo jednako Vizantijskom carstvu onog doba i koje se po veličini može uporediti sa Zapadnim rimskim carstvom, karolinški je dvor postao svestan da nije razvio umetnički stil kvalitetom uporediv sa antičkom ili čak postantičkom umetnošću (ili, kako je Ernst Kicinger naziva, „subantičkom” umetnošću) Umetnost takvog kvaliteta još se uvek stvarala u vrlo malim količinama u Rimu i malobrojnim drugim centrima u Italiji, što je Karlo Veliki i znao iz svojih kampanja i iz svog krunisanja u Rimu 800. godine kao car Svetog rimskog carstva.
Kao simbolični predstavnik Rima on je zahtevao renovatio (oživljenje) rimske kulture i učenja na Zapadu i zahtevao da se razvije umetnički stil sposoban da razvije jaku naraciju i prikaže likove s većim efikasnošću nego je to bila sposobna ornamentalna germanska varvarska umetnost. Želeo je da postavi sebe kao naslednika velikih vladara prošlosti i da kopira i simbolički poveže umetnička dostignuća ranohrišćanske i vizantijske umetnosti sa svojim sopstvenim umetničkim pravcem.
Bilo je to više od svesne želje da se oživi kultura antičkog Rima. Tokom vladavine Karla Velikog kontroverza vizantijskog ikonoborstva je podelila je Vizantijsko carstvo. Karlo Veliki je podržavao dosledno odbijanje zapadne Crkve da sledi ikonoborstvo; u dokumentu Libri Carolini sa tačnošću se određuje pozicija dvora u odnosu na tu pojavu, bez sumnje u smer u kojem će se razvijati. Bez inhibicija spram kulturalnog sećanja na mediteransku pagansku idolatriju, Karlo Veliki je prvi put uveo hrišćansko monumentalno religijsko kiparstvo, važan presedan u zapadnoj umetnosti.
Do današnjih je dana preživeo razuman broj iluminiranih rukopisa i skulptura malih dimenzija, najčešće u slonovači, ali retki primerci obrade metala, mozaika, freska i drugih vrsta umetničkog stvaralaštva. Pogotovo mnogi rukopisi su kopije ili reinterpretacije kasnoantičkih ili vizantijskih originala, danas gotovo svih izgubljenih, a priroda uticaja specifičnih modela na individualne karolinške radove ostaje konstantno otvoreno pitanje u istoriji umetnosti. Osim tih uticaja, ekstravagantna energija insularne umetnosti dodala je konačni ukus karolinškoj umetnosti, koja je ponekad koristila i pleter i opreznije je sledila insularnu slobodu da se po stranici manuskripta dekoracije šire oko i preko teksta.
S krajem karolinške vladavine oko 900. godine, umetnička je proizvodnja visokog kvaliteta u carstvu uveliko opadala tokom otprilike tri generacije. S krajem 10. veka i pokretom reformi u Kliniju, kao i obnovljenog duha ideje carstva, umetnička proizvodnja ponovo oživljava. S prvom sledećom dinastijom stabilno na vlasti u Nemačkoj se pojavljuje novi predromanički stil: otonska umetnost, dok u Engleskoj cvata kasna anglosaksonska umetnost nakon što je nestala opasnost vikinških napada.

## Iluminirani rukopisi
Najbrojniji radovi karolinške renesanse preživeli do današnjih dana svakako su iluminirani rukopisi. Preživеo je velik broj raskošnih rukopisa, najčešće molitvenika, dekorisanih relativno malim brojem minijatura preko cele stranice s čestim prikazima portreta evanđelista, kao i raskošno ukrašenih euzebijevih kanona koji su sledili prethodni stil insularne umetnosti u Britaniji i Irskoj. Ređi su narativni prikazi, pogotovo ciklusi, ali ipak su se mnogi sačuvali, najčešće iz Knjige postanka Staroga zaveta, dok su se scene iz Novoga zavjeta češće nalazile na reljefima od slonovače kojima su se pokrivale korice knjiga. Iz insularne umetnosti je preuzet običaj oslikavanja raskošno ukrašenih inicijala velikih dimenzija i pred kraj perioda karolinške umetnosti dodatno je razrađen pojavom prvih narativnih scena, najznačajniji primer je Drogov sakramentarijum. Luksuzni rukopisi imali su korice prekrivene panelima od slonovače ili zlata ukrašene dragom kamenjem. Najraskošniji primerci iluminiranih rukopisa bili su način podizanja prestiža i čuvali su se u riznicama značajnijih crkava, a radne kopije rukopisa držale su se u bibliotekama i svakodnevno koristile. Kod radnih kopija su inicijali mogli biti ukrašeni, ali ne nužno, a pronađeni su i primerci s naknadno dodatim crtežima na marginama. Nekoliko najveličanstvenijih carskih rukopisa napisano je na stranicama pergamenta ofarbanih purpurnom bojom. Bernski fiziologus je relativno retki primer raskošno ukrašenog sekularnog rukopisa s potpuno obojenim minijaturama. Između ove dve vrste rukopisa (religioznog i sekularnog) nalazi se primer rukopisa Codex Vaticanus Latinus 3868, napisanog za privatnu biblioteku važne ličnosti.
Proizvedeni su i drugi raskošni rukopisi liturgijskih dela, kao npr. sakramentarija, ali ni jedna karolinška Biblija nije bila kako raskošno ukrašena kao kasnoantički primerci koji su preživeli u fragmentima. Knjige za učenje, bilo teološkog, istorijskog, književnog ili naučnog karaktera bile su često kopirane i, ako su uopće i imale ilustracije, uglavnom su bile ilustrovane samo tintom. Hronografija iz 354. bio je kasnorimski rukopis navodno kopiran u karolinškom periodu, ali izgleda da je ta kopija izgubljena u 17. veku.

### Centri stvaranja iluminiranih rukopisa
Pretpostavlja se da su karolinške rukopise u glavnom ili u potpunosti napisali sveštenici u nekoliko centara u Franačkom carstvu, svako sa svojim vlastitim stilom koji je razvio pod uticajem tačno određenog područja i vremena. Rukopisi često imaju beleške, ne nužno iz vremena stvaranja istog, o tome ko je naručio rukopis, u kojoj je crkvi ili manastiru stvoren, ali s vrlo malo datuma stvaranja ili podataka o autoru. Za većinu preživelih rukopisa onog doba stručnjaci su odredili pripadnost centru stvaranja često je i menjajući, ali kontroverzije oko pripadnosti su gotovo posve utihnule. Najranija radionica rukopisa bila je Dvorska škola Karla Velikog, potom stil iz Remsa, koji je postao najuticajniji u karolinškom periodu, pa touronijski stil, pa stil Drogo i konačno Dvorska škola Karla Ćelavog. To su bili veći centri, ali postojali su i ostali manji centri sa svojim vlastitim lokalnim stilom.
Dvorska škola Karla Velikog (poznata i kao Ada škola) stvorila je prve rukopise, kao što su Godeskalkov evanđelistar (781.–783.), Kodeks Aureus iz Lorša (778.–820.), Evanđelja iz Ade, Soisonsova evanđelja, Harlijeva zlatna evanđelja (800—820) i Evanđelja bečkog krunisanja. Do sada je prepoznato deset rukopisa iz ove škole. Rukopisi Dvorske škole bili su bogato ukrašeni i razmetljivi, slični rezbarijama od slonovače i mozaicima iz 6. veka iz Ravene u Italiji. Ti su najraniji karolinški rukopisi donekle ponovo oživeli duh rimske klasike, iako su još uvek održali tradiciju varvarske umetnosti s njenim bazično linearnim prikazom, bez davanja naglaska na volumen i prostornu perspektivu.
U ranom 9. veku arhiepiskop Ebo od Remsa je u Hautvillersu (u blizini Remsa), okupio značajan broj umetnika i transformirao karolinšku umetnost u nešto sasvim novo. Ebova evanđelja (816–835) oslikana su brzim, svežim i vitalnim potezima kista, čime su probudila inspiraciju i energiju nepoznatu u klasičnim meditreranskim formama. Druge knjige povezane sa školom iz Remsa su psaltir iz Utrehta, verojatno najvažniji od svih karolinških rukopisa, i Bernski fiziologus, najranije latinsko izdanje hrišćanskih alegorijskih tekstova o životinjama. Ekspresivne animacije škole iz Remsa, posebno psaltir iz Utrehta sa svojim naturalističkim ekspresivnim linijskim crtežom, imatće uticaj na severnu srednjevekovnu umetnost vekovima kasnije, sve do perioda romanike.
Još jedan stil razvio u manastiru Svetog Martina od Tursa, gde su se oslikavale Biblije velikog formata po principu biblijskih ilustracija kasne antike. Koliko je danas poznato, stvorene su tri velike turske Biblije, a najpoznatija od njih, tzv. Vivijanska biblija, datira iz 845-846. i izrađena je za Karla Ćelavog. Škola iz Tura je nestala s invazijom Normana iz 853, ali njen je stil ostavio neizbrisiv trag na druge centre Karolinškog carstva.
Dijeceza iz Meca bila je još jedan važan centar karolinške umetnosti. Između 850. i 855. izrađen je sakramentarijum za biskupa Droga od Meca danas poznat kao Drogov sakramentarijum. Iluminirani ukrašeni inicijali (vidi sliku) imali su velik uticaj na kasniji period romanike i predstavljaju harmonični spoj klasične umetnosti pisanja slova i prikaza figurativnih scena.
U zadnjoj polovini 9. veka nastavlja se tradicija prethodnih razdoblja. Izrađena je nekolicina bogato dekoriranih Biblija za Karla Ćelavog, koje su spajale forme kasne antike sa stilovima razvijenim u Remsu i Turu. U tom se periodu u severnoj Francuskoj pojavio novi franko-saksonski stil, koji je integrisao i hiberno-saksonski pleter, što će nadživeti sve ostale karolinške stilove do sledećeg veka.
Isto kao i njegov deda i Karlo Ćelavi je osnovao vlastitu dvorsku školu. Njena je lokacija nejasna ali nekoliko je rukopisa pripisano joj, posljednji i najspektakularniji od kojih je Kodex Aureus svetog Emerama iz 870. Sadrži elemente škola iz Tura i iz Remsa, ali spojene u jedinstven stil tipičan za formalnije rukopise dvora Karla Velikog.
Sa smrću Karla Ćelavog postepeno prestaje pokroviteljstvo nad proizvodnjom rukopisa, što je bio početak kraja, ali neki su se radovi još neko vreme nastavili izrađivati. Opatija Svetog Gala je stvorila Folčardov psaltir (872) i Zlatni psaltir (883). Ovaj je galski stil bio jedinstven, ali nije dostigao nivo tehničkog majstorstva drugih centara.

## Skulptura i obrada metala
Raskošni karolinški rukopisi često su imali korice ukrašene plemenitim metalima i dragim kamenjem oko centralnog motiva izrađenog od ploča slonovače, ponekad naknadno nadodanih na rukopis dugo nakon njegove izrade. Preživelo je samo nekoliko takvih rukopisa sa celim koricama, ali sačuvano je mnoštvo ploča od slonovače odvojenih od korica. Mnoge su korice, naime, bile uništene zbog prisvajanja plemenitih materijala iz kojih su bile izrađene. Prikazani motivi su često bili narativne religijske scene u vertikalnim odeljcima, uglavnom izvedene iz kasnoantičkih slika i rezbarija, kao što su bili oni s više hijeratskih slika izvedenih iz konzularnih diptiha i ostale imperijalne umetnosti. Karakterističan primer su prednje i stražnje korice Evanđelja iz Lorša, u kojem je vidljiva adaptacija imperijalnog trijumfa iz 6. veka na prikaz trijumfa Hrista i Marije.
Važni karolinški primeri obrade zlata su korice Evanđelja iz Lindaua i korice Kodeksa Aureusa svetog Emerama, precizno datirane na 870. godinu i verovatno produkt iste radionice, ali s određenim stilskim razlikama. Delovanje ove radionice veže se za cara Svetog rimskog carstva Karla Ćelavog i često se naziva „dvorskom radionicom”. Tačna lokacija (ako je uopće imala čvrstu lokaciju) ostaje nepoznata i predmet je diskusija, ali Bazilika Sen Deni izvan Pariza ostaje najverojatnija hipoteza. Arnulfov ciborijum (minijatura arhitektonskog ciborijuma), danas u palati Minhenska rezidencija treće je važno delo ove radionice, a sva tri dela imaju figure u finom reljefu izrađene u zlatu tehnikom iskucavanja. Još jedno delo iz ove radionice je okvir starog tanjira od serpentina danas čuvan u Luvru. Suvremeni naučnici imaju tendenciju grupiranja Evanđelja iz Lindaua i Arnulfovog ciborijuma u tesnu korelaciju nego s Kodeksom Aureusom.
Osnivanjem topionice u Ahenu, Karlo Veliki je oživeo proizvodnju kipova velikih dimenzija od bronze. U ovoj su topionici proizvedena vrata za dvorsku kapelu koja su imitacija starorimskog stila. U kapeli se takođe nalazilo danas izgubljeno raspelo u prirodnoj veličini s figurom Hrista u zlatu, prvo poznato delo ovog tipa, što je postalo tako važno obeležje srednjovekovne crkvene umetnosti. Verojatno je drvena figura pozlaćena mehaničkim nanošenjem pozlate, kao i otonska Zlatna madona iz Esena.
Jedan od najrafiniranijih primera karolinške obrade zlata je Zlatni oltar (824–859), poznat kao Palioto, nalazi se u Bazilici Sant'Ambrođo u Milanu. Sve četiri strane oltara dekorisane su prikazima u zlatu i srebru izrađenim tehnikom iskucavanja uokvirenim filigranskim obrubom, dragim kamenjem i emajlom.
Lotarov kristal iz sredine 9. veka je jedan od najvećih iz grupe 20 ugraviranih kvarcnih kristala očuvanih do danas. Ovaj prikazuje veliki broj figura u nekoliko scena iz biblijske priče o Suzani.

## Mozaici i freske
Mozaici na zidovima Dvorske kapele Karla Velikog u Ahenu prikazivao je Hrista na tronu, evanđeliste koji ga slave i dvadeset četiri starešine iz apokalipse. Ovaj mozaik nije preživeo, ali drugi restaurirani mozaik još je uvek očuvan u apsidi oratorijuma u Žerminji se Pre (806) u kojem je prikazan zavetni kovčeg okružen anđelima. Otkriven je 1820. ispod sloja maltera.
Vila koja se u prošlosti nalazila uz oratorijum pripadala je bliskom saradniku Karla Velikog, biskupu Teodulfu od Orleansa. Kasnije je uništena, ali se zna da je bila ukrašena freskama sedam slobodnih veština, četiri godišnja doba i Mape Mundi. Poznato je iz više izvora da je postojalo još freska u drugim crkvama i dvorovima, ali danas su gotovo potpuno izgubljene. U dvorcu Karla Velikog u Ahenu nalazila se freska slobodnih veština i narativne scene rata u Španiji. U palati Luja pobožnog u Ingelhejmu nalazile su se istorijske slike od antike do vremena Karla Velikog, a u dvorskoj crkvi bili su prikazi scena iz Starog i Novog zaveta.
Fragmenti slika preživeli su u više gradova kao što su Oser, Koblenc, Lorš, Keln, Fulda, Korvej, Trir, Mistair, Malez, Naturno, Čividale, Breša i Milano.

## 
Spolia je latinski naziv za „plen” i koristi se za praksu uzimanja ili prisvajanja dela antičke monumentalne i druge umetnosti i postavljanja na drugu poziciju za novu upotrebu. Poznato je da su u tom periodu mnogi mramori i stubovi uzeti iz raznih lokacija u Rimu i preneseni u severna područja.
Verojatno najpoznatiji primer karolinških spolia je slučaj jedne statue konjanika. Karlo Veliki je u Rimu video Konjaničku statuu Marka Aurelija u Lateranskoj palati. Bila je jedina preživela statua jednog prehrišćanskog rimskog cara jer se tada pogrešno smatrala prikazom Konstantina Velikog koji se preobratio na hrišćanstvo. Karlo Veliki je preneo statuu iz Italije u Ahen.
Antički rezbareni dragulji često su se ponovo koristili u raznim novim aranžmanima, bez previše obzira za njihovu originalnu ikonografiju.

## Literatura
- Beckwith, John. Early Medieval Art: Carolingian, Ottonian, Romanesque, Thames & Hudson, 1964 (rev. 1969).  978-0-500-20019-3.
- Dodwell, C.R.; The Pictorial arts of the West, 800-1200, Yale University Press. 1993.  978-0-300-06493-3.
- Gaehde, Joachim E. "Pre-Romanesque Art". Dictionary of the Middle Ages. 1989.  978-0-684-18276-6.
- Hinks, Roger. Carolingian Art, 1974 edn. (1935 1st edn.), University of Michigan Press.  978-0-472-06071-9.
- Kitzinger, Ernst, Early Medieval Art at the British Museum, (1940) 2nd edn, 1955, British Museum
- Lasko, Peter, Ars Sacra, 800-1200, Penguin History of Art (now Yale), 1972 (nb, 1st edn.).  978-0-14-056036-7.
- "Carolingian art". In Encyclopædia Britannica Online
- Holcomb, M. (2009). Pen and Parchment : Drawing in the Middle Ages. New York: The Metropolitan Museum of Art. (see index)